# マット・K・ミラー
マット・K・ミラー （Matt K. Miller, 1960年2月2日 - ） は、アメリカ合衆国の俳優、声優、劇作家。サクラメント・シティ・カレッジ非常勤准教授。ニューヨーク出身。別名はマット・ミラー(Matt Miller）、カーミット・ミラー（Kermit Miller）、カーミット・ビーチウッド（Kermit Beachwood）。妻は女優のキャサリン・ミラー

## 概要
サビーノ高校を経て、アリゾナ大学で演劇の学位を取得。
大学在学中に俳優としてデビューし、卒業後はイリノイ州シカゴで活動後、カリフォルニア州ロサンゼルスに拠点を移す。
1999年から2011年まではサクラメントシアターカンパニーにて俳優・演出家・脚本・アーティスティックディレクター・講師として活動。
SAG-AFTRA（旧：映画俳優組合・テレビラジオ芸能人連盟）、俳優組合会員。

### 受賞歴
- Gassner Award 2009年優秀賞[4]

## 出演作品

### テレビアニメ
1996年
- 天地無用!（柾木天地、オペレーター）

1997年
- Spicy City

1998年
- ふしぎ遊戯

1999年
- カウボーイビバップ
- 新・天地無用!（柾木天地、秀眞）
- 北斗の拳

2000年
- トライガン（部長）
- Petshop of Horrors（ロビン・ヘンドリックス）
- るろうに剣心 -明治剣客浪漫譚-（愁路）

2001年
- ゲートキーパーズ（男）
- 吸血姫美夕（町山延生）

2002年
- るろうに剣心 -明治剣客浪漫譚-（シュナイダー）

2004年
- 攻殻機動隊 STAND ALONE COMPLEX（アナウンサー）

2018年
- 愛・天地無用!（柾木天地）

### 劇場アニメ
1996年
- 天地無用! in LOVE（柾木天地）

1998年
- 天地無用! 真夏のイヴ（柾木天地）
- 魔女の宅急便（警官、ホテルのフロント係）※ディズニー版

1999年
- 機動戦士ガンダムII 哀・戦士編（マリガン）
- 機動戦士ガンダムIII めぐりあい宇宙編（マリガン）
- 天地無用! in LOVE2 遙かなる想い（柾木天地）
- パーフェクトブルー（未麻のファン）
- もののけ姫

2000年
- 天空の城ラピュタ（老技師、軽便鉄道の機関士）※ディズニー版
- フランダースの犬（アイク）

### OVA
1993年
- 天地無用! 魎皇鬼（柾木天地、遙照）

1995年
- 魔法少女プリティサミー（河合天地）

1997年
- 支配者の黄昏（澄枯）
- ドラゴンスレイヤー英雄伝説 王子の旅立ち（セリオス）
- バイオ・ハンター（駒田）
- ファイナルファンタジー（プリッツ）

1998年
- グリーンガリー2（バティ）
- ジャイアントロボ THE ANIMATION -地球が静止する日

1999年
- 機動戦士ガンダム0080 ポケットの中の戦争（アンディ・ストロース）

2001年
- からくりの君（忍者）

2005年
- 天地無用! 魎皇鬼 第三期（柾木天地）

2006年
- 天地無用! 魎皇鬼 第三期プラス1（柾木天地）

### ゲーム
2001年
- ファイナルファンタジーX（クラスコ）

2003年
- ファイナルファンタジーX-2（クラスコ）

2004年
- エースコンバット5 ジ・アンサング・ウォー（ハンス・グリム）

### 特撮
1995年
- バーチャル戦士トゥルーパーズ（コンバックスの声）
- パワーレンジャー（ガベージ・マウスの声）

1996年
- マイティ・モーフィン・エイリアンレンジャー（パロット・トップの声）
- マスクド・ライダー（バナナテックスの声）

### 吹き替え
- 香港ゾンビ（2001年、クイ）

### テレビドラマ
- オフ・センター（2002年、幹部1）
- 13の理由（2019年、 ミニスター・ウィークス）

### 映画
2003年
- ゴッド&ジェネラル/伝説の猛将（チャールズ・グリフィン准将）
- ヘンリーX（エミール）

2004年
- Otaku Unite!（本人出演）

### 舞台
2002年
- Ghosts（牧師）

2006年
- Amadeus（アントニオ）
- じゃじゃ馬ならし（ペトルーキオ）

2007年
- Private Lives（エリオット・チェイス）
- 二十日鼠と人間（ジョージ・ミルトン）

2008年
- シラノ・ド・ベルジュラック（アントワーヌ）

2009年
- Noises Off（ロイド・ダラス）

2010年
- Someone Who'll Watch Over Me（マイケル）
- Othello（イアーゴ）

2011年
- Equivocation（リチャード）
  - Brighton Beach Memoirs（ジェイコブ）

- Superior Donuts（アルチュール）

2012年
- Ajax in Afghanistan（オデュッセウス）
- Elektra in Bosnia（メネラオス）
- Dial M for Murder（トニー）

### イベント出演
2000年
- スゴイコン

2001年
- スゴイコン

### 舞台作品（スタッフ）
2012年
- Ajax in Afghanistan（アシスタント・ディレクター、ファイト・コレオグラファー）
- The Intuition of Iphigenia（アシスタント・ディレクター、ファイト・コレオグラファー）
- Elektra in Bosnia（アシスタント・ディレクター、ファイト・コレオグラファー）